# Phare Ormos Gavriou
Le phare Ormos Gavriou, également appelé phare Gavrio ou Phare Akra Marmara est situé au cap Marmara, à l'ouest du port de Gávrio sur l'île Andros, dans les Cyclades en Grèce. Il est achevé en 1874.

## Caractéristiques
Le phare est une tour ronde blanche, surmontant la maison du gardien (en ruine), dont le dôme de la lanterne est de couleur blanche. Il s'élève à 96 mètres au-dessus de la mer Égée. La lumière du phare est déportée sur une structure métallique, voisine au phare.

## Codes internationaux
- ARLHS[3] : GRE-126
- NGA : 15660
- Admiralty[4] : E 4332.5

## Source
(en) [PDF] List of lights radio aids and fog signals - 2011 - The west coasts of Europe and Africa, the mediterranean sea, black sea an Azovskoye more (sea of Azov) (la liste des phares de l'Europe, selon la National Geospatial - Intelligence Agency)- Version 2011 - National Geospatial - Intelligence Agency - p. 271